# Saison 2014 de la Ligue canadienne de football
Navigation
2013 2015
2014 est la 57e saison de la Ligue canadienne de football et la 129e saison depuis la fondation de la Canadian Rugby Football Union en 1884.

## Événements
Le Rouge et Noir d'Ottawa entreprend sa première saison dans la ligue. Il joue ses matchs au stade TD Place, qui est en fait le stade Frank-Clair complètement rénové.
À cause du retour d'une équipe à Ottawa, les Blue Bombers de Winnipeg font de nouveau partie de la division Ouest.
Les Tiger-Cats de Hamilton devaient prendre possession de leur nouveau stade, le stade Tim Hortons, au début de la saison, mais des retards ont fait qu’ils n'ont pu y jouer que le 1er septembre. Leurs trois premiers matchs locaux ont eu lieu au stade Ron-Joyce (en) de l'université McMaster.
La ligue et l'association des joueurs s'entendent sur un nouveau contrat de travail d'une durée de cinq ans qui est ratifié le 12 juin.

## Classements
| Clt   | Équipe                 | PJ | V | D  | N | BP  | BC  | Pts |
| ----- | ---------------------- | -- | - | -- | - | --- | --- | --- |
| +001, | Tiger-Cats de Hamilton | 18 | 9 | 9  | 0 | 417 | 395 | 18  |
| +002, | Alouettes de Montréal  | 18 | 9 | 9  | 0 | 360 | 394 | 18  |
| +003, | Argonauts de Toronto   | 18 | 8 | 10 | 0 | 450 | 456 | 16  |
| +004, | Rouge et Noir d'Ottawa | 18 | 2 | 16 | 0 | 278 | 465 | 4   |

| Clt   | Équipe                           | PJ | V  | D  | N | BP  | BC  | Pts |
| ----- | -------------------------------- | -- | -- | -- | - | --- | --- | --- |
| +001, | Stampeders de Calgary            | 18 | 15 | 3  | 0 | 511 | 347 | 30  |
| +002, | Eskimos d'Edmonton               | 18 | 12 | 6  | 0 | 492 | 340 | 24  |
| +003, | Roughriders de la Saskatchewan   | 18 | 10 | 8  | 0 | 399 | 441 | 20  |
| +004, | Lions de la Colombie-Britannique | 18 | 9  | 9  | 0 | 380 | 365 | 18  |
| +004, | Blue Bombers de Winnipeg         | 18 | 7  | 11 | 0 | 397 | 481 | 14  |

## Séries éliminatoires

### Demi-finale de la division Ouest
- 16 novembre : Roughriders de la Saskatchewan 10 - Eskimos d'Edmonton 18

### Finale de la division Ouest
- 23 novembre : Eskimos d'Edmonton 18 - Stampeders de Calgary 43

### Demi-finale de la division Est
- 16 novembre : Lions de la Colombie-Britannique 17 - Alouettes de Montréal 50

### Finale de la division Est
- 23 novembre : Alouettes de Montréal 24 - Tiger-Cats de Hamilton 40

### 102ecoupe Grey
- 30 novembre : Les Stampeders de Calgary gagnent 20-16 contre les Tiger-Cats de Hamilton au BC Place Stadium à Vancouver (Colombie-Britannique).

## Honneurs individuels
- Joueur par excellence : Solomon Elimimian (SEC), Lions de la Colombie-Britannique
- Joueur défensif par excellence : Solomon Elimimian (SEC), Lions de la Colombie-Britannique
- Joueur de ligne offensive par excellence : Brett Jones (en) (C), Eskimos d'Edmonton
- Joueur canadien par excellence : Jon Cornish (DO), Eskimos d'Edmonton
- Recrue par excellence : Dexter McCoil (en) (SEC), Eskimos d'Edmonton
- Joueur des unités spéciales par excellence : Swayze Waters (en) (B), Argonauts de Toronto